# Anne-Sophie Patru
Pour les articles homonymes, voir Patru.
Anne-Sophie Patru, née Huré le 15 février 1975 à Saint-Méen-le-Grand (Ille-et-Vilaine), est une femme politique française. Suppléante de la sénatrice d'Ille-et-Vilaine Françoise Gatel nommée ministre déléguée dans le gouvernement Michel Barnier le 21 septembre 2024, elle la remplace au Sénat le 22 octobre 2024.

## Biographie
Anne-Sophie Huré est née le 15 février 1975.
Sa scolarité a ete réalisée à Saint Meen le Grand jusqu'à la fin du collège.
Chargée de clientèle, elle entre au conseil municipal de Pleumeleuc en 2014, élue sur la liste « Pleumeleuc, ensemble vers demain ! » conduite par la maire sortante Patricia Cousin.
En mars 2020, elle est tête de liste de la majorité municipale et remporte le scrutin dès le premier tour, recueillant 71,01 % des suffrages exprimés. Officiellement désignée maire le 25 mai 2020, elle devient quelques semaines plus tard, 5e vice-présidente de Montfort Communauté.
En septembre de la même année, elle est candidate aux élections sénatoriales, en troisième position sur la liste « Territoires d'avenir, unis pour l'Ille-et-Vilaine » conduite par Françoise Gatel.

## Détail des fonctions et des mandats
Mandats locaux
- 23 mars 2014 - 25 mai 2020 : conseillère municipale de Pleumeleuc
- 25 mai 2020 : maire de Pleumeleuc
- 10 juillet 2020 : 5e vice-présidente de Montfort Communauté.